# Lenie Onzia
Lenie Onzia (Anversa, 30 maggio 1989) è una calciatrice belga, centrocampista dell'OH Lovanio e della nazionale belga.

## Carriera

### Club
Nativa di Borgerhout, un distretto della città di Anversa, Lenie Onzia è cresciuta calcisticamente nel Kontich FC, passando all'OH Lovanio nell'estate 2006. Nella stagione 2006-2007 all'OHL Onzia giocò 24 partite e mise a segno 17 reti in campionato, al termine del quale si trasferì in Inghilterra all'Arsenal. Giocò all'Arsenal per una sola stagione, culminata con la vittoria del campionato inglese.
Nell'estate 2008 lasciò l'Arsenal e si trasferì nei Paesi Bassi al Twente. Giocò al Twente per due stagioni consecutive in Eredivisie, la massima serie del campionato olandese. Nella stagione 2010-2011 lasciò il Twente, continuando a giocare in Eredivisie con la maglia del VVV-Venlo. Nel 2011 dopo quattro anni tornò a giocare in Belgio, trasferendosi al Lierse. Rimase al Lierse per due stagioni consecutive, disputando la stagione inaugurale 2012-2013 della BeNe League, competizione mista belga-olandese. Nel 2013 passò all'Eva's Tienen, giocando nel campionato di Division 1 e disputando la stagione inaugurale della neonata Super League, nuovo massimo livello del campionato belg a. All'inizio del 2016 Onzia tornò al Twente, società presso la quale aveva da poco portato avanti uno stage, parte dei suoi studi in scienze delle attività motorie presso la Katholieke Universiteit Leuven. La prima stagione al Twente si concluse con la vittoria dell'Eredivisie, mentre nella stagione successiva ebbe modo di esordire in UEFA Women's Champions League, scendendo in quasi tutte le partite che portarono il Twente agli ottavi di finale della competizione.
Nell'estate 2017 Onzia decise di rientrare in Belgio, trasferendosi all'Anderlecht. Vestì la maglia color malva dell'Anderlecht per una sola stagione, vincendo il campionato belga. Al termine della stagione decise di cambiare nuovamente casacca, passando al Gent. Col Gent ebbe modo di vincere la sua prima Coppa del Belgio nella stagione 2018-2019.
Nell'estate 2020 Onzia è tornata all'OH Lovanio dopo tredici anni, assumendo anche un ruolo di mentore verso le nuove compagne di squadra, e continuando nel suo ruolo di allenatrice e coordinatrice delle yellow flames per la Voetbal Vlaanderen sempre a Lovanio.

### Nazionale
Lenie Onzia ha fatto parte delle selezioni giovanili del Belgio, giocando otto partite con la selezione Under-17 e diciannove con la selezione Under-19.
Onzia fece il suo debutto nella nazionale del Belgio il 4 novembre 2006 in un'amichevole vinta dal Belgio sul Portogallo. Nei nove anni successivi venne convocata saltuariamente e, per lo più, in occasione di amichevoli prima dalla selezionatrice Ann Noë e, dal 2011, da Ives Serneels. Nel febbraio 2016 venne inserita nella rosa della nazionale che prese parte per l'Algarve Cup 2016, prima edizione del torneo alla quale ha partecipato il Belgio, giocando tre delle quattro partite del torneo, inclusa la finale per il quinto posto vinta contro la Russia. Da allora ha fatto parte con continuità della nazionale belga, scendendo in campo nelle partite valide per le qualificazioni al campionato europeo 2017. L'anno seguente venne convocata per la Cyprus Cup 2017, giocando tre delle quattro partite disputate dal Belgio.
Dopo aver preso parte alle amichevoli di preparazione, Onzia venne poi selezionata da Serneels nella rosa della nazionale belga che partecipò per la prima volta alla fase finale del campionato europeo 2017, organizzato nei vicini Paesi Bassi. Onzia scese in campo da titolare in tutte e tre le partite giocate dal Belgio, che venne eliminato al termine della fase a gironi. Il 19 settembre 2017 ha giocato nella partita vinta per 12-0 dal Belgio sulla Moldavia, valida per le qualificazioni al campionato mondiale 2019, e che ha rappresentato la vittoria più larga della nazionale belga fino ad allora ottenuta. Negli anni successivi Onzia partecipò alle edizioni 2018 e 2019 della Cyprus Cup e all'Algarve Cup 2020, condividendo con le compagne sia la mancata qualificazione al campionato mondiale 2019 sia la successiva qualificazione al campionato europeo 2022, senza però scendere in campo nelle partite valide per queste ultime qualificazioni.

## Statistiche

### Presenze e reti nei club
Aggiornata al 12 febbraio 2022.
| Stagione            | Squadra             | Campionato          | Campionato | Campionato | Coppe nazionali | Coppe nazionali | Coppe nazionali | Coppe internazionali | Coppe internazionali | Coppe internazionali | Altre coppe | Altre coppe | Altre coppe | Totale | Totale |
| Stagione            | Squadra             | Comp                | Pres       | Reti       | Comp            | Pres            | Reti            | Comp                 | Pres                 | Reti                 | Comp        | Pres        | Reti        | Pres   | Reti   |
| ------------------- | ------------------- | ------------------- | ---------- | ---------- | --------------- | --------------- | --------------- | -------------------- | -------------------- | -------------------- | ----------- | ----------- | ----------- | ------ | ------ |
| 2006-2007           | OH Lovanio          | D1                  | 24         | 17         | CB              | ?               | ?               | -                    | -                    | -                    | -           | -           | -           | 24+    | 17+    |
| 2007-2008           | Arsenal             | PL                  | 0          | 0          | CI              | ?               | ?               | UWC                  | 0                    | 0                    | -           | -           | -           | ?      | ?      |
| 2008-2009           | Twente              | E                   | 21         | 2          | CO              | ?               | ?               | -                    | -                    | -                    | -           | -           | -           | 21+    | 2+     |
| 2009-2010           | Twente              | E                   | 4          | 0          | CO              | ?               | ?               | -                    | -                    | -                    | -           | -           | -           | 4+     | 0+     |
| 2010-2011           | VVV-Venlo           | E                   | 21         | 4          | CO              | ?               | ?               | -                    | -                    | -                    | -           | -           | -           | 21+    | 4+     |
| 2011-2012           | Lierse              | D1                  | ?          | ?          | CB              | ?               | ?               | -                    | -                    | -                    | -           | -           | -           | ?      | ?      |
| 2012-2013           | Lierse              | BeNe                | 28         | 7          | CB              | ?               | ?               | -                    | -                    | -                    | -           | -           | -           | 28+    | 7+     |
| Totale Lierse       | Totale Lierse       | Totale Lierse       | 28+        | 7+         |                 | ?               | ?               |                      | -                    | -                    |             | -           | -           | 28+    | 7+     |
| 2013-2014           | Eva's Tienen        | D1                  | ?          | ?          | CB              | ?               | ?               | -                    | -                    | -                    | -           | -           | -           | ?      | ?      |
| 2014-2015           | Eva's Tienen        | D1                  | ?          | ?          | CB              | ?               | ?               | -                    | -                    | -                    | -           | -           | -           | ?      | ?      |
| lug.-dic. 2015      | Eva's Tienen        | SL                  | ?          | ?          | CB              | ?               | ?               | -                    | -                    | -                    | -           | -           | -           | ?      | ?      |
| Totale Eva's Tienen | Totale Eva's Tienen | Totale Eva's Tienen | ?          | ?          |                 | ?               | ?               |                      | -                    | -                    |             | -           | -           | ?      | ?      |
| gen.-giu. 2016      | Twente              | E                   | 11         | 1          | CO              | ?               | ?               | -                    | -                    | -                    | -           | -           | -           | 11+    | 1+     |
| 2016-2017           | Twente              | E                   | 22         | 2          | CO              | ?               | ?               | UWCL                 | 6                    | 0                    | -           | -           | -           | 28+    | 2+     |
| Totale Twente       | Totale Twente       | Totale Twente       | 58+        | 5+         |                 | ?               | ?               |                      | 6                    | 0                    |             | -           | -           | 64+    | 5+     |
| 2017-2018           | Anderlecht          | SL                  | ?          | ?          | CB              | ?               | ?               | -                    | -                    | -                    | -           | -           | -           | ?      | ?      |
| 2018-2019           | Gent                | SL                  | ?          | ?          | CB              | ?               | ?               | -                    | -                    | -                    | -           | -           | -           | ?      | ?      |
| 2019-2020           | Gent                | SL                  | ?          | ?          | CB              | ?               | ?               | -                    | -                    | -                    | -           | -           | -           | ?      | ?      |
| Totale Gent         | Totale Gent         | Totale Gent         | ?          | ?          |                 | ?               | ?               |                      | -                    | -                    |             | -           | -           | ?      | ?      |
| 2020-2021           | OH Lovanio          | SL                  | ?          | ?          | CB              | ?               | ?               | -                    | -                    | -                    | -           | -           | -           | ?      | ?      |
| 2021-2022           | OH Lovanio          | SL                  | ?          | ?          | CB              | ?               | ?               | -                    | -                    | -                    | -           | -           | -           | ?      | ?      |
| Totale OHL          | Totale OHL          | Totale OHL          | 24+        | 17+        |                 | ?               | ?               |                      | -                    | -                    |             | -           | -           | 24+    | 17+    |
| Totale carriera     | Totale carriera     | Totale carriera     | 127+       | 31+        |                 | ?               | ?               |                      | 6                    | 0                    |             | -           | -           | 133+   | 31+    |

### Cronologia presenze e reti in nazionale
| Cronologia completa delle presenze e delle reti in nazionale ― Belgio | Cronologia completa delle presenze e delle reti in nazionale ― Belgio | Cronologia completa delle presenze e delle reti in nazionale ― Belgio | Cronologia completa delle presenze e delle reti in nazionale ― Belgio | Cronologia completa delle presenze e delle reti in nazionale ― Belgio | Cronologia completa delle presenze e delle reti in nazionale ― Belgio | Cronologia completa delle presenze e delle reti in nazionale ― Belgio | Cronologia completa delle presenze e delle reti in nazionale ― Belgio |
| Data                                                                  | Città                                                                 | In casa                                                               | Risultato                                                             | Ospiti                                                                | Competizione                                                          | Reti                                                                  | Note                                                                  |
| --------------------------------------------------------------------- | --------------------------------------------------------------------- | --------------------------------------------------------------------- | --------------------------------------------------------------------- | --------------------------------------------------------------------- | --------------------------------------------------------------------- | --------------------------------------------------------------------- | --------------------------------------------------------------------- |
| 4-11-2006                                                             | Cartaxo                                                               | Portogallo                                                            | 1 – 4                                                                 | Belgio                                                                | Amichevole                                                            | -                                                                     | 60’                                                                   |
| 22-11-2006                                                            | Boulogne-sur-Mer                                                      | Francia                                                               | 6 – 0                                                                 | Belgio                                                                | Amichevole                                                            | -                                                                     | 37’                                                                   |
| 26-8-2007                                                             | Perth                                                                 | Scozia                                                                | 3 – 2                                                                 | Belgio                                                                | Amichevole                                                            | -                                                                     | 85’                                                                   |
| 17-2-2008                                                             | Barry                                                                 | Galles                                                                | 0 – 1                                                                 | Belgio                                                                | Qual. Euro 2009                                                       | -                                                                     | 90’                                                                   |
| 27-3-2009                                                             | Lovanio                                                               | Belgio                                                                | 1 – 2                                                                 | Romania                                                               | Amichevole                                                            | -                                                                     | 75’                                                                   |
| 29-3-2009                                                             | [[ ]]                                                                 | Belgio                                                                | 0 – 0                                                                 | Romania                                                               | Amichevole                                                            | -                                                                     | 46’                                                                   |
| 5-9-2009                                                              | [[ ]]                                                                 | Romania                                                               | 2 – 7                                                                 | Belgio                                                                | Amichevole                                                            | 1                                                                     | 64’                                                                   |
| 7-9-2009                                                              | [[ ]]                                                                 | Romania                                                               | 4 – 3                                                                 | Belgio                                                                | Amichevole                                                            | -                                                                     | 46’                                                                   |
| 6-6-2010                                                              | [[ ]]                                                                 | Belgio                                                                | 0 – 0                                                                 | Paesi Bassi                                                           | Amichevole                                                            | -                                                                     |                                                                       |
| 19-6-2010                                                             | Tubize                                                                | Belgio                                                                | 11 – 0                                                                | Azerbaigian                                                           | Qual. Mondiali 2011                                                   | 2                                                                     |                                                                       |
| 24-5-2011                                                             | [[ ]]                                                                 | Belgio                                                                | 1 – 0                                                                 | Corea del Nord                                                        | Amichevole                                                            | -                                                                     | 46’                                                                   |
| 15-6-2011                                                             | Nieuwpoort                                                            | Belgio                                                                | 1 – 2                                                                 | Francia                                                               | Amichevole                                                            | 1                                                                     | 66’                                                                   |
| 18-6-2011                                                             | Calais                                                                | Francia                                                               | 7 – 0                                                                 | Belgio                                                                | Amichevole                                                            | -                                                                     | 82’                                                                   |
| 23-8-2011                                                             | Falkirk                                                               | Scozia                                                                | 1 – 0                                                                 | Belgio                                                                | Amichevole                                                            | -                                                                     | 52’                                                                   |
| 13-2-2013                                                             | [[ ]]                                                                 | Belgio                                                                | 2 – 0                                                                 | Austria                                                               | Amichevole                                                            | -                                                                     | 88’                                                                   |
| 4-3-2016                                                              | Vila Real de Santo António                                            | Canada                                                                | 1 – 0                                                                 | Belgio                                                                | Algarve Cup 2016                                                      | -                                                                     |                                                                       |
| 7-3-2016                                                              | Albufeira                                                             | Danimarca                                                             | 1 – 2                                                                 | Belgio                                                                | Algarve Cup 2016                                                      | -                                                                     |                                                                       |
| 9-3-2016                                                              | Vila Real de Santo António                                            | Belgio                                                                | 5 – 0                                                                 | Russia                                                                | Algarve Cup 2016 - Finale 5º posto                                    | -                                                                     |                                                                       |
| 8-4-2016                                                              | Rotherham                                                             | Inghilterra                                                           | 1 – 1                                                                 | Belgio                                                                | Qual. Euro 2017                                                       | -                                                                     |                                                                       |
| 12-4-2016                                                             | Lovanio                                                               | Belgio                                                                | 6 – 0                                                                 | Estonia                                                               | Qual. Euro 2017                                                       | -                                                                     | 64’                                                                   |
| 3-6-2016                                                              | Tartu                                                                 | Estonia                                                               | 0 – 5                                                                 | Belgio                                                                | Qual. Euro 2017                                                       | -                                                                     |                                                                       |
| 15-9-2016                                                             | Stara Pazova                                                          | Serbia                                                                | 1 – 3                                                                 | Belgio                                                                | Qual. Euro 2017                                                       | -                                                                     | 60’                                                                   |
| 20-9-2016                                                             | Lovanio                                                               | Belgio                                                                | 0 – 2                                                                 | Inghilterra                                                           | Qual. Euro 2017                                                       | -                                                                     | 70’                                                                   |
| 20-10-2016                                                            | Tubize                                                                | Belgio                                                                | 3 – 0                                                                 | Russia                                                                | Amichevole                                                            | -                                                                     | 73’                                                                   |
| 23-10-2016                                                            | Tubize                                                                | Belgio                                                                | 3 – 1                                                                 | Russia                                                                | Amichevole                                                            | -                                                                     | 79’                                                                   |
| 24-11-2016                                                            | Lovanio                                                               | Belgio                                                                | 3 – 2                                                                 | Paesi Bassi                                                           | Amichevole                                                            | -                                                                     |                                                                       |
| 1-3-2017                                                              | Larnaca                                                               | Belgio                                                                | 2 – 2                                                                 | Svizzera                                                              | Cyprus Cup 2017                                                       | -                                                                     | 13’                                                                   |
| 6-3-2017                                                              | Nicosia                                                               | Corea del Nord                                                        | 4 – 1                                                                 | Belgio                                                                | Cyprus Cup 2017                                                       | -                                                                     | 65’                                                                   |
| 8-3-2017                                                              | Larnaca                                                               | Belgio                                                                | 1 – 1 (3 - 2 dtr)                                                     | Austria                                                               | Cyprus Cup 2017 - Finale 7º posto                                     | -                                                                     |                                                                       |
| 8-4-2017                                                              | Eupen                                                                 | Belgio                                                                | 1 – 4                                                                 | Spagna                                                                | Amichevole                                                            | -                                                                     |                                                                       |
| 30-6-2017                                                             | Murcia                                                                | Spagna                                                                | 7 – 0                                                                 | Belgio                                                                | Amichevole                                                            | -                                                                     | 46’                                                                   |
| 7-7-2017                                                              | Montpellier                                                           | Francia                                                               | 2 – 0                                                                 | Belgio                                                                | Amichevole                                                            | -                                                                     |                                                                       |
| 11-7-2017                                                             | Denderleeuw                                                           | Belgio                                                                | 2 – 0                                                                 | Russia                                                                | Amichevole                                                            | -                                                                     |                                                                       |
| 16-7-2017                                                             | Doetinchem                                                            | Danimarca                                                             | 1 – 0                                                                 | Belgio                                                                | Euro 2017 - Fase a gironi                                             | -                                                                     |                                                                       |
| 20-7-2017                                                             | Breda                                                                 | Norvegia                                                              | 0 – 2                                                                 | Belgio                                                                | Euro 2017 - Fase a gironi                                             | -                                                                     |                                                                       |
| 24-7-2017                                                             | Tilburg                                                               | Belgio                                                                | 1 – 2                                                                 | Paesi Bassi                                                           | Euro 2017 - Fase a gironi                                             | -                                                                     | 76’                                                                   |
| 19-9-2017                                                             | Lovanio                                                               | Belgio                                                                | 12 – 0                                                                | Moldavia                                                              | Qual. Mondiali 2019                                                   | -                                                                     | 76’                                                                   |
| 28-2-2018                                                             | Larnaca                                                               | Belgio                                                                | 1 – 2                                                                 | Rep. Ceca                                                             | Cyprus Cup 2018                                                       | -                                                                     | 67’                                                                   |
| 2-3-2018                                                              | Larnaca                                                               | Spagna                                                                | 0 – 0                                                                 | Belgio                                                                | Cyprus Cup 2018                                                       | -                                                                     | 62’                                                                   |
| 5-3-2018                                                              | Larnaca                                                               | Belgio                                                                | 2 – 0                                                                 | Austria                                                               | Cyprus Cup 2018                                                       | -                                                                     |                                                                       |
| 10-6-2018                                                             | Chișinău                                                              | Moldavia                                                              | 0 – 7                                                                 | Belgio                                                                | Qual. Mondiali 2019                                                   | -                                                                     |                                                                       |
| 31-8-2018                                                             | Botoșani                                                              | Romania                                                               | 0 – 1                                                                 | Belgio                                                                | Qual. Mondiali 2019                                                   | -                                                                     | 64’                                                                   |
| 17-1-2019                                                             | Cartagena                                                             | Spagna                                                                | 1 – 1                                                                 | Belgio                                                                | Amichevole                                                            | -                                                                     | 77’                                                                   |
| 20-1-2019                                                             | San Pedro del Pinatar                                                 | Belgio                                                                | 1 – 0                                                                 | Irlanda                                                               | Amichevole                                                            | -                                                                     | 63’                                                                   |
| 27-2-2019                                                             | Larnaca                                                               | Belgio                                                                | 3 – 0                                                                 | Slovacchia                                                            | Cyprus Cup 2019                                                       | -                                                                     |                                                                       |
| 6-3-2019                                                              | Larnaca                                                               | Austria                                                               | 0 – 0 (2 - 3 dtr)                                                     | Belgio                                                                | Cyprus Cup 2019 - Finale 3º posto                                     | -                                                                     | 77’                                                                   |
| 8-4-2019                                                              | Los Angeles                                                           | Stati Uniti                                                           | 6 – 0                                                                 | Belgio                                                                | Amichevole                                                            | -                                                                     | 86’                                                                   |
| 24-5-2019                                                             | Pylos-Nestoras                                                        | Grecia                                                                | 1 – 2                                                                 | Belgio                                                                | Amichevole                                                            | -                                                                     | 75’                                                                   |
| 1-6-2019                                                              | Lovanio                                                               | Belgio                                                                | 6 – 1                                                                 | Thailandia                                                            | Amichevole                                                            | -                                                                     | 75’                                                                   |
| 7-3-2020                                                              | Parchal                                                               | Belgio                                                                | 1 – 0                                                                 | Portogallo                                                            | Algarve Cup 2020 - Seconda fase                                       | -                                                                     | 78’                                                                   |
| 21-2-2021                                                             | Aquisgrana                                                            | Germania                                                              | 2 – 0                                                                 | Belgio                                                                | Amichevole                                                            | -                                                                     | 86’                                                                   |
| 11-4-2021                                                             | Bruxelles                                                             | Belgio                                                                | 1 – 0                                                                 | Irlanda                                                               | Amichevole                                                            | -                                                                     | 20’                                                                   |
| 10-6-2021                                                             | Madrid                                                                | Spagna                                                                | 3 – 0                                                                 | Belgio                                                                | Amichevole                                                            | -                                                                     | 89’                                                                   |
| 21-9-2021                                                             | Bruxelles                                                             | Belgio                                                                | 7 – 0                                                                 | Albania                                                               | Qual. Mondiali 2023                                                   | -                                                                     | 63’                                                                   |
| 25-11-2021                                                            | Lovanio                                                               | Belgio                                                                | 19 – 0                                                                | Armenia                                                               | Qual. Mondiali 2023                                                   | -                                                                     | 74’                                                                   |
| 30-11-2021                                                            | Lovanio                                                               | Belgio                                                                | 4 – 0                                                                 | Polonia                                                               | Qual. Mondiali 2023                                                   | -                                                                     | 84’                                                                   |
| 16-2-2022                                                             | San Pedro del Pinatar                                                 | Slovacchia                                                            | 0 – 4                                                                 | Belgio                                                                | Pinatar Cup 2022                                                      | -                                                                     |                                                                       |
| 19-2-2022                                                             | San Pedro del Pinatar                                                 | Galles                                                                | 0 – 0 (1 - 3 dtr)                                                     | Belgio                                                                | Pinatar Cup 2022                                                      | -                                                                     | 65’                                                                   |
| 22-2-2022                                                             | San Pedro del Pinatar                                                 | Belgio                                                                | 0 – 0 (7 - 6 dtr)                                                     | Russia                                                                | Pinatar Cup 2022                                                      | -                                                                     | 67’                                                                   |
| 7-4-2022                                                              | Elbasan                                                               | Albania                                                               | 0 – 5                                                                 | Belgio                                                                | Qual. Mondiali 2023                                                   | -                                                                     | 74’                                                                   |
| 12-4-2022                                                             | Pristina                                                              | Kosovo                                                                | 1 – 6                                                                 | Belgio                                                                | Qual. Mondiali 2023                                                   | -                                                                     | 72’                                                                   |
| 28-6-2022                                                             | Lier                                                                  | Belgio                                                                | 6 – 1                                                                 | Lussemburgo                                                           | Amichevole                                                            | -                                                                     | 46’                                                                   |
| Totale                                                                |                                                                       | Presenze                                                              | 61                                                                    |                                                                       | Reti                                                                  | 4                                                                     |                                                                       |

## Palmarès

### Club
- FA Women's Premier League National Division: 1

2007-2008
- Campionato olandese: 1

Twente: 2015-2016
- Campionato belga: 1

Anderlecht: 2017-2018
- Coppa del Belgio: 1

2018-2019

### Nazionale
- Pinatar Cup: 1

2022